# Christian Borle
Ne doit pas être confondu avec Christian Borel.
Christian Dominique Borle est un acteur et chanteur américain, né le 1er octobre 1973. Il est deux fois lauréat d'un Tony Award pour ses rôles de Black Stache dans Peter and the Starcatcher et de William Shakespeare dans Something Rotten!. Borle est également à l'origine des rôles du prince Herbert dans Spamalot et Emmett dans Legally Blonde à Broadway. Il joue le rôle de Tom Levitt dans la série télévisée dramatique musicale Smash et le rôle de Marvin dans la reprise de Falsettos à Broadway en 2016.

## Biographie
Christian Borle est né et a grandi à Pittsburgh, Pennsylvanie, fils d'André Bernard Borle (1930-2011), professeur de physiologie à l'Université de Pittsburgh. Son amour pour Star Wars et le dessin l'ont fait rêver d'une carrière de dessinateur de bandes dessinées, mais ce n'est que lorsqu'un ami l'a convaincu de passer une audition pour une pièce de théâtre lors de sa deuxième année à la Shady Side Academy qu'il a commencé à développer un intérêt pour le jeu d'acteur.
Borle fréquente la School of Drama de l'Université Carnegie-Mellon, obtenant son diplôme en 1995. Après avoir obtenu son diplôme, il déménage à New York et décroche son premier emploi d'acteur. Il travaille comme elfe chez Macy's Santaland.
Peu de temps après avoir déménagé à New York, Borle est choisi pour la production allemande The Who's Tommy. De retour aux États-Unis, il rejoint la tournée nationale de West Side Story en 1996, en remplacement du rôle de Riff. Borle est ensuite choisi pour le rôle de Willard Hewitt dans la première tournée nationale de Footloose, qui s'est ouverte le 15 décembre 1998 au Allen Theatre de Cleveland, Ohio.
Il fait ses débuts à Broadway dans l'ensemble de la reprise de Jesus Christ Superstar en 2000. Il quitte la production après deux mois pour reprendre son rôle de Willard Hewitt (succédant à Tom Plotkin) dans la production de Broadway de Footloose en juin 2000 et jusqu'à sa représentation finale le 2 juillet 2000.
En 2003, il remplace Gavin Creel dans le rôle de Jimmy dans Thoroughly Modern Millie. Il épousé sa co-vedette, l'actrice Sutton Foster, qui avait joué Millie, en septembre 2006. Borle et Foster divorcent en 2009.
Borle joue dans la comédie musicale des Monty Python ; Spamalot, dans lequel il a créé un certain nombre de rôles, dont Prince Herbert, l'historien, Not Dead Fred, un garde français et Sir Robin's Minstrel. Sa performance lui a valu une nomination aux Drama Desk Awards 2005 en tant qu'acteur principal dans une comédie musicale et un prix du public Broadway.com pour l'acteur principal préféré dans une comédie musicale. Il est connu pour avoir créé le rôle d'Emmett Forrest dans Legally Blonde à Broadway, pour lequel il a été nommé pour le Tony Award du meilleur acteur dans une comédie musicale.
Il joue Bert dans la production de Broadway de Mary Poppins, en remplacement d'Adam Fiorentino du 12 octobre 2009 au 15 juillet 2010.
Le 25 février 2011, il a été annoncé que Christian Borle avait rejoint le pilote NBC de Steven Spielberg, Smash, avec Debra Messing, Anjelica Huston, Katharine McPhee, Brian d'Arcy James et Megan Hilty.
Borle est membre de la distribution originale des productions régionales et off-Broadway de Peter and the Starcatcher qui se sont déroulées jusqu'au 24 avril 2011. Il a repris le rôle de "Black Stache" à Broadway en avril 2012, où sa performance lui a valu sa deuxième nomination aux Tony Awards et sa première victoire en tant que meilleur acteur principal dans une pièce de théâtre.
Borle a joué Max Dettweiler dans la production télévisée en direct de The Sound of Music Live!, diffusé sur NBC le 5 décembre 2013. Il a joué M. Darling et M. Smee dans la production télévisée en direct de Peter Pan Live!, diffusé sur NBC le 4 décembre 2014. Il remporte le Tony Award 2015 de la meilleure performance d'acteur dans un rôle vedette dans une comédie musicale pour Something Rotten!, jouant le rôle de William Shakespeare, qui a ouvert ses portes à Broadway au St. James Theatre le 23 mars 2015, en avant-première et officiellement le 22 avril 2015.
Borle a joué Marvin dans la reprise à Broadway de Falsettos, mis en scène par James Lapine, aux côtés d'Andrew Rannells et Stephanie J. Block qui ont joué respectivement les rôles de Whizzer et Trina. Borle est nommé aux Tony Awards pour sa performance. Le spectacle s'est terminé le 8 janvier 2017, après 30 avant-premières et 84 représentations.
Borle a également fait une apparition avec son ex-femme, Sutton Foster, dans Gilmore Girls : Une nouvelle année. Ses talents musicaux ont été utilisés dans l'épisode 3 de la comédie musicale Star's Hollow.
Le 9 mai 2016, on annonce qu'il prend le rôle de Willy Wonka dans la production de Broadway de Charlie and the Chocolate Factory de Roald Dahl au Lunt-Fontanne Theatre, qui ouvre ses portes le 23 mars 2017. Le spectacle joue sa dernière représentation le 14 janvier 2018.
Borle a fait ses débuts en tant que metteur en scène avec Popcorn Falls, dont la première a eu lieu au Riverbank Theatre de Marine City, Michigan. Le spectacle s'est déroulé du 18 au 27 août 2017.
En mars 2018, il a été annoncé que Borle retrouverait à nouveau Sutton Foster, cette fois pour deux épisodes de son émission télévisée Younger en tant que journaliste nommé Don Ridley.
En juillet 2019, il est annoncé que Borle jouera le rôle d'Orin Scrivello dans la reprise Off-Broadway de Little Shop of Horrors, qui a commencé les avant-premières au Westside Theatre le 17 septembre 2019, avec une ouverture officielle le 17 octobre. Borle a remporté un Lucille Lortel Award et a été nommé pour un Outer Critics Circle Award pour sa performance.

### Vie privée
Christian Borle rencontre l'actrice Sutton Foster à l'université et ils se marient le 18 septembre 2006. Ils divorcent en 2009,. En 2012, Foster déclarent qu'elle et Borle restaient amis et continuaient à se soutenir et à apparaître dans le travail de l'autre,.

## Théâtre
| Année(s) | Production                                     | Lieu                                           | Rôle |
| -------- | ---------------------------------------------- | ---------------------------------------------- | --- |
| 1995     | The Who's Tommy                                | Offenbach, Germany                             | Pinball Lad 1 (remplacement) |
| 1996     | West Side Story                                | National Tour                                  | Riff (remplacement) |
| 1998     | Footloose                                      | National Tour                                  | Willard Hewitt |
| 2000     | Jesus Christ Superstar                         | Ford Center for the Performing Arts Broadway   | Disciple |
| 2000     | Footloose                                      | Richard Rodgers Theatre Broadway               | Willard Hewitt (remplacement) |
| 2001     | The Baby and Johnny Project                    | New York Theatre Workshop Off-Broadway         | Billy Kostecki |
| 2001     | Just So                                        | North Shore Music Theatre Regional             | Kangaroo / Cooking Stove / Bushbuck                                                                                                   |
| 2001     | The 3 Musketeers, One Musical For All          | American Musical Theatre of San Jose Regional  | Planchet (Original American Cast) |
| 2002     | Prodigal                                       | York Theatre Off-Broadway                      | Kane Flannery / Zach Marshall (Original Cast)                                                                                         |
| 2002     | Amour                                          | Music Box Theatre Broadway                     | Dance Captain, Advocate (Understudy) / Bertrand (Understudy) / Dusoleil (Understudy) / Newsvendor (Understudy) / Painter (Understudy) |
| 2003     | Elegies: A Song Cycle                          | Mitzi E. Newhouse Theater Off-Broadway         | Original Performer |
| 2003     | Thoroughly Modern Millie                       | Marquis Theatre Broadway                       | Jimmy Smith (remplacement) |
| 2004     | Snoopy! The Musical                            | New York City Center Concert                   | Snoopy |
| 2004     | Time After Time                                | New York City Center Reading                   | H. G. Wells |
| 2004     | Spamalot                                       | Shubert Theatre Regional                       | Historian / Not Dead Fred / French Guard / Minstrel / Prince Herbert (Original Broadway Cast)                                         |
| 2005     | Spamalot                                       | Shubert Theatre Broadway                       | Historian / Not Dead Fred / French Guard / Minstrel / Prince Herbert (Original Broadway Cast)                                         |
| 2005     | The Flamingo Kid                               | Workshop                                       | Performer |
| 2007     | Legally Blonde                                 | Golden Gate Theatre Regional                   | Emmett Forrest (Original Broadway Cast)                                                                                               |
| 2007     | Legally Blonde                                 | Palace Theatre Broadway                        | Emmett Forrest (Original Broadway Cast)                                                                                               |
| 2008     | On the Town                                    | Encores! New York City Center                  | Ozzie |
| 2009     | Peter and the Starcatcher                      | La Jolla Playhouse Regional                    | Black Stache, et al. |
| 2009     | Mary Poppins                                   | New Amsterdam Theatre Broadway                 | Bert (replacement) |
| 2010     | Angels in America                              | Signature Theatre Company Off-Broadway         | Prior Walter, et al. |
| 2011     | Peter and the Starcatcher                      | New York Theatre Workshop Off-Broadway         | Black Stache, et al. |
| 2012     | Peter and the Starcatcher                      | Brooks Atkinson Theatre Broadway               | Black Stache, et al. |
| 2014     | Sweeney Todd: The Demon Barber of Fleet Street | Lincoln Center                                 | Adolfo Pirelli |
| 2014     | Little Me                                      | New York City Center                           | Various Characters |
| 2015     | Something Rotten!                              | St. James Theatre Broadway                     | Le Barde (William Shakespeare) (Original Broadway Cast)                                                                               |
| 2015     | A New Brain                                    | Encores! New York City Center                  | Mr. Bungee (seulement Cast Album) |
| 2016     | Falsettos                                      | Walter Kerr Theatre Broadway                   | Marvin (2016 Revival Cast) |
| 2017     | Charlie and the Chocolate Factory              | Lunt-Fontanne Theatre Broadway                 | Willy Wonka (Original Broadway Cast)                                                                                                  |
| 2017     | Popcorn Falls                                  | Riverbank Theatre Regional                     | Directeur & Dramaturge |
| 2018     | Me and My Girl                                 | Encores! New York City Center                  | Bill Snibson |
| 2019     | The Who's Tommy                                | John F. Kennedy Center for the Performing Arts | Captain Walker |
| 2019     | Little Shop of Horrors                         | Westside Theatre Off-Broadway                  | Orin Scrivello |
| 2022     | Some Like It Hot                               | Shubert Theatre Broadway                       | Joe / Josephine (Original Broadway Cast)                                                                                              |

## Filmographie

### Cinéma
| Année | Film                  | Rôle             | Notes              |
| ----- | --------------------- | ---------------- | ------------------ |
| 1995  | Stonewall             | Bar Patron       | Uncredited         |
| 2001  | The Accident          | Delivery Guy     | Short (unreleased) |
| 2010  | Le Chasseur de primes | Caddy            |                    |
| 2014  | Shutterflies          | Lieutenant Burns | Short              |
| 2014  | Dinner                | Father           | Short              |
| 2015  | Hacker                | Jeff Robichaud   |                    |

### Télévision
| Année   | Série                                                                    | Rôle                  | Notes                                                     |
| ------- | ------------------------------------------------------------------------ | --------------------- | --------------------------------------------------------- |
| 1998    | Contes de l'au-delà                                                      | Trevor Mooney         | épisode : "Consumers"                                     |
| 2001    | New York, police judiciaire                                              | Tanto                 | épisode : "Swept Away"                                    |
| 2007    | Legally Blonde: The Musical                                              | Emmett Forrest        | Filmed stage production                                   |
| 2008    | Johnny and the Sprites                                                   | Bridge Troll          | épisode : "The Bridge Troll"                              |
| 2012–13 | Smash                                                                    | Tom Levitt            | 32 épisodes                                               |
| 2013    | The Sound of Music Live!                                                 | Max Detweiler         | film télévisée                                            |
| 2013    | Funny or Die's Billy on the Street                                       | lui-même              | épisode : "It's Debra Messing, You Gays!"                 |
| 2013–15 | The Good Wife                                                            | Carter Schmidt        | 4 épisodes                                                |
| 2014    | Lifesaver                                                                | Dr Graham Permenter   | Pilote (unreleased)                                       |
| 2014    | Lucky Duck                                                               | Lucky (voix)          | film télévisée                                            |
| 2014    | Masters of Sex                                                           | Frank Masters         | 3 épisodes                                                |
| 2014    | Sweeney Todd: The Demon Barber of Fleet Street: Live from Lincoln Center | Adolfo Pirelli        | Filmed stage production                                   |
| 2014    | Princesse Sofia                                                          | Slickwell (voix)      | épisode : "Baileywhoops"                                  |
| 2014    | Peter Pan Live!                                                          | Smee/George Darling   | TV movie                                                  |
| 2016    | Gilmore Girls : Une nouvelle année                                       | Carl                  | épisode : "Summer"                                        |
| 2017    | Falsettos: Live from Lincoln Center                                      | Marvin                | Filmed stage production                                   |
| 2017    | The Late Show with Stephen Colbert                                       | Himself               | épisode : "Jennifer Hudson; Chris Hayes; Christian Borle" |
| 2018    | Vampirina                                                                | Rusty Topsail (voix)  | épisode : "Treasure Haunters"                             |
| 2018    | Younger                                                                  | Don Ridley            | 2 épisodes                                                |
| 2018    | Raiponce, la série                                                       | Father Francis (voix) | épisode : "Freebird"                                      |
| 2018    | Elementary                                                               | Dr David Horowitz     | épisode : "The Visions of Norman P. Horowitz"             |
| 2018–21 | The Good Fight                                                           | Carter Schmidt        | 3 episodes                                                |
| 2019    | Project Runway All Stars                                                 | Himself – Willy Wonka | épisode : "Pure Imagination"                              |
| 2019    | Until the Wedding                                                        | Miles                 | Pilote (not released)                                     |
| 2020    | Helpsters                                                                | Mail Carrier Marty    | épisode: "Primmflandia Day/Marching Band Marsha"          |
| 2021    | Prodigal Son                                                             | Friar Pete            | 6 épisodes                                                |
| 2021    | Run the World                                                            | Brett                 | épisode : "Because... ADOS"                               |
| 2024    | Hazbin Hotel                                                             | Vox (voix)            | Rôle récurrent                                            |
| 2024    | Elsbeth                                                                  | Carter Schmidt        | 2 épisodes                                                |

## Récompenses et nominations
| Année | Prix                                | Catégorie                                           | Œuvre                             | Résultat   |
| ----- | ----------------------------------- | --------------------------------------------------- | --------------------------------- | ---------- |
| 2005  | Drama Desk Award                    | Outstanding Featured Actor in a Musical             | Spamalot                          | Nomination |
| 2005  | Clarence Derwent Award              | Most Promising Male                                 | Spamalot                          | Lauréat    |
| 2005  | Broadway.com Audience Choice Awards | Favorite Featured Actor in a Broadway Musical       | Spamalot                          | Lauréat    |
| 2005  | Broadway.com Audience Choice Awards | Favorite Breakthrough Performance (Male)            | Spamalot                          | Nomination |
| 2005  | Broadway.com Audience Choice Awards | Favorite Onstage Pair (shared with Hank Azaria)     | Spamalot                          | Nomination |
| 2007  | Tony Award                          | Best Performance by a Featured Actor in a Musical   | Legally Blonde                    | Nomination |
| 2007  | Drama Desk Award                    | Outstanding Featured Actor in a Musical             | Legally Blonde                    | Nomination |
| 2007  | Drama League Award                  | Distinguished Performance                           | Legally Blonde                    | Nomination |
| 2010  | Broadway.com Audience Choice Awards | Best Replacement                                    | Mary Poppins                      | Nomination |
| 2011  | Tina Award                          | Best Actor (Play)                                   | Peter and the Starcatcher         | Nomination |
| 2011  | Tina Award                          | Best Actor (Play)                                   | Angels in America                 | Nomination |
| 2011  | Tina Award                          | Best Ensemble (Play)                                | Angels in America                 | Lauréat    |
| 2011  | Tina Award                          | Best Stage Duo (shared with Zachary Quinto)         | Angels in America                 | Lauréat    |
| 2011  | Drama League Award                  | Distinguished Performance                           | Angels in America                 | Nomination |
| 2012  | Tony Award                          | Best Performance by a Featured Actor in a Play      | Peter and the Starcatcher         | Lauréat    |
| 2012  | Drama Desk Award                    | Outstanding Featured Actor in a Play                | Peter and the Starcatcher         | Nomination |
| 2012  | Drama League Award                  | Distinguished Performance                           | Peter and the Starcatcher         | Nomination |
| 2012  | Lucille Lortel Awards               | Outstanding Lead Actor                              | Peter and the Starcatcher         | Lauréat    |
| 2012  | Broadway.com Audience Choice Awards | Favorite Funny Performance                          | Peter and the Starcatcher         | Lauréat    |
| 2015  | Tony Award                          | Best Performance by a Featured Actor in a Musical   | Something Rotten!                 | Lauréat    |
| 2015  | Drama Desk Award                    | Outstanding Featured Actor in a Musical             | Something Rotten!                 | Lauréat    |
| 2015  | Drama League Award                  | Distinguished Performance                           | Something Rotten!                 | Nomination |
| 2015  | Outer Critics Circle Award          | Best Actor in a Musical                             | Something Rotten!                 | Nomination |
| 2015  | Broadway.com Audience Choice Awards | Favorite Featured Actor in a Musical                | Something Rotten!                 | Lauréat    |
| 2016  | Grammy Award                        | Best Musical Theater Album                          | Something Rotten!                 | Nomination |
| 2017  | Tony Award                          | Best Actor in a Musical                             | Falsettos                         | Nomination |
| 2017  | Outer Critics Circle Award          | Outstanding Actor in a Musical                      | Falsettos                         | Nomination |
| 2017  | Broadway.com Audience Choice Awards | Favorite Leading Actor In A Musical                 | Falsettos                         | Nomination |
| 2017  | Broadway.com Audience Choice Awards | Favorite Onstage Pair (shared with Andrew Rannells) | Falsettos                         | Nomination |
| 2017  | Drama League Award                  | Distinguished Performance                           | Falsettos                         | Nomination |
| 2017  | Drama League Award                  | Distinguished Performance                           | Charlie and the Chocolate Factory | Nomination |
| 2017  | Broadway.com Audience Choice Awards | Favorite Funny Performance                          | Charlie and the Chocolate Factory | Nomination |
| 2020  | Drama Desk Award                    | Outstanding Featured Actor in a Musical             | Little Shop of Horrors            | Lauréat    |
| 2020  | Drama League Award                  | Distinguished Performance                           | Little Shop of Horrors            | Nomination |
| 2020  | Outer Critics Circle Award          | Outstanding Featured Actor in a Musical             | Little Shop of Horrors            | Lauréat    |
| 2020  | Lucille Lortel Award                | Outstanding Featured Actor in a Musical             | Little Shop of Horrors            | Lauréat    |